# Château de Conches-en-Ouche
Le château de Conches-en-Ouche est un ancien château fort, du XIe siècle, aujourd'hui ruiné, dont les vestiges, restaurés entre 2007 et 2016, se dressent sur la commune française de Conches-en-Ouche dans le département de l'Eure, en région Normandie. Son donjon est classé au titre des monuments historiques.

## Localisation
Les ruines du donjon sont situées dans le bourg, dominant la vallée du Rouloir et la ville, à 150 mètres au sud-est de l'église Sainte-Foy de Conches-en-Ouche, dans le département français de l'Eure.

## Historique
Le début de la construction remonte vers 1034 avec Roger Ier de Tosny. Les seigneurs de Tosny, dont l'origine reste obscure, héritent de ce fief alors appelé Castellio en latin médiéval (Castillon en normand septentrional et occitan, Chastillon en normand méridional et en ancien français, d'où Châtillon).
Le château est pris par Philippe Auguste au printemps 1199, et le donne, en 1202, à son cousin Robert de Courtenay. Le château est agrandi, des tours de flanquement sont ajoutées à l'enceinte extérieure.
Conches-en-Ouche a été un fief de Robert d'Artois, l’homme qui participe avec les Anglais à la guerre de Cent Ans, dont Maurice Druon, dans sa saga historique Les Rois maudits, fait le déclencheur du conflit. La ville subit la chevauchée d'Henri de Lancastre en 1356, et le château est incendié.
Au traité de Mantes de 1354, la ville et sa forteresse sont données par le roi de France Jean II le Bon au roi Charles II de Navarre, dit le Mauvais, avec le comté de Beaumont-le-Roger, la vicomté de Pont-Audemer et le Clos du Cotentin. Le Mauvais confie la ville au captal de Buch Jean de Grailly, qui la confie à son tour à son oncle Archambaud. Prétextant que le captal était passé aux Anglais, Bertrand du Guesclin fait le siège de Conches en 1371 et reprend la forteresse. Un accord est signé le 4 février 1371 et les Navarrais évacuent la ville. Cette reddition sept ans avant la conquête des biens du roi de Navarre par Charles V vaut à Conches de ne pas être détruite comme les autres forteresses de Charles II de Navarre.
Henri V d'Angleterre s'empare du château en 1420. Conches est reprise par les Français en 1440 et dès l'année suivante par les Anglais. Ils seront chassés par Robert de Floques, bailli d'Évreux.
En 1591, le château sert de refuge aux membres de la Ligue. Restant un point d'appui potentiel pour les ennemis de la monarchie, il est démantelé au XVIe siècle.

## Description
Le donjon du XIe siècle est construit sur une motte, au centre d'une ancienne basse-cour situé à ses pieds, qui regroupait un enclos paroissial abritant une église et probablement un habitat. De la basse-cour, transformée en jardin public, il ne subsiste que l'entrée, enfermée dans des maisons à pans de bois.
La bâtisse possédait des murailles larges de 2,60 mètres, et trois étages au minimum. Le donjon cylindrique, enserré dans sa chemise flanquée à chacun de ses angles de tours semi-circulaires très rapprochées et presque jointives, a été bâti par Roger VI de Tosny, vers 1175,, préfigurant les dispositions de Château-Gaillard.
Les remparts et le donjon furent restaurés entre 2007 et 2016 par des bénévoles de l'association Chantiers Histoire et Architecture Médiévales.

## Protection
Les ruines du donjon font l’objet d’un classement au titre des monuments historiques par arrêté du 12 juillet 1886

### Site classé
Le parc du vieux château, avec sa porte d’entrée, est un  Site classé (1940).